# Pesnopoi, Kărdjali
Pesnopoi (în bulgară Песнопой) este un sat în comuna Ardino, regiunea Kărdjali,  Bulgaria. 

## Demografie
Componența etnică a satului Pesnopoi
     Turci (91,66%)
     Nicio identificare (8,33%)
     Altele (0%)
La recensământul din 2011, populația satului Pesnopoi era de 12 locuitori. Din punct de vedere etnic, majoritatea locuitorilor (91,66%) erau turci. Pentru 8,33% din locuitori nu este cunoscută apartenența etnică.